# Pelo androgênico

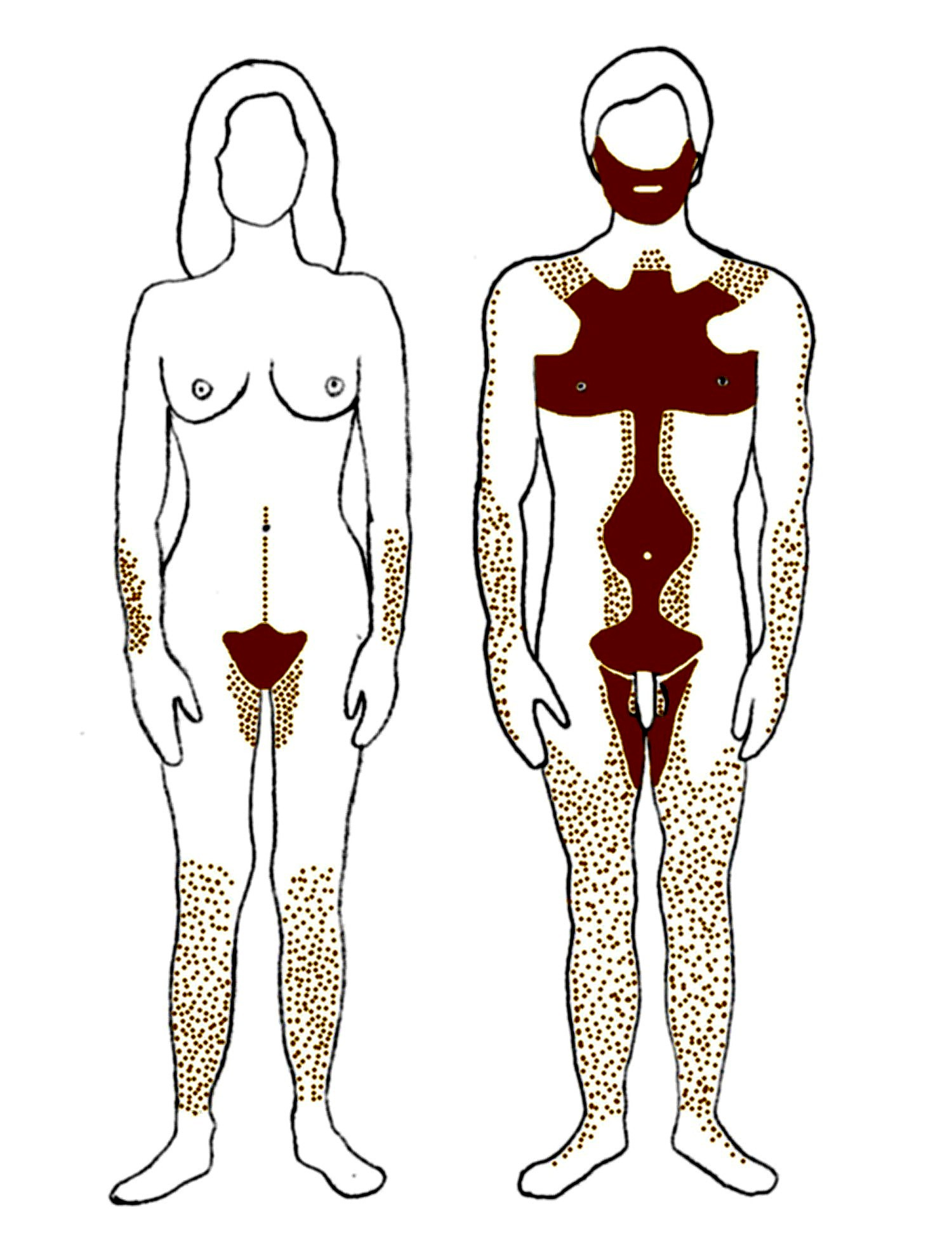
Padrão de localização de pelos androgênicos

Os pelos androgênicos, são os pelos terminais que se desenvolvem no corpo humano durante e após a puberdade. Diferencia-se do pelo da cabeça e das penugens menos visíveis, que são muito mais finas e mais claras. O crescimento do pelo androgênico está relacionado ao nível de andrógenos (frequentemente referidos como hormônios masculinos; devido aos níveis de produção nos homens serem maiores em média, mas na verdade está presente em ambos os sexos e, portanto, é um hormônio unissexo) nos indivíduos.
Desde a infância, independentemente do sexo, as penugens cobrem quase toda a área do corpo humano. Exceções incluem os lábios; as palmas das mãos; as solas dos pés; certas áreas genitais externas; o umbigo; e tecido cicatricial. A densidade do cabelo - isto é, o número de folículos capilares por unidade de área da pele - varia de pessoa para pessoa. Em muitos casos, áreas do corpo humano que contêm penugens que começam a produzir pelos corporais mais escuros e mais grossos, como o primeiro crescimento de pelos da barba em um queixo previamente liso de um adolescente do sexo masculino e feminino; embora possa parecer mais fino nas mulheres.
O pelo androgênico segue o mesmo padrão de crescimento que o cabelo que cresce no couro cabeludo, mas com uma fase anágena mais curta e uma fase telógena mais longa. Enquanto a fase anágena para o cabelo na cabeça dura por anos, a fase de crescimento de cabelo androgênico dura alguns meses.  A fase telógena para os pelos do corpo dura aproximadamente de um ano.  Este período de crescimento encurtado e período dormente prolongado explica porque o cabelo na cabeça tende a ser muito mais longo do que o outro cabelo encontrado no corpo. As diferenças de comprimento observadas na comparação dos pelos no dorso da mão e nos pelos pubianos, por exemplo, podem ser explicadas pelos variados ciclos de crescimento nessas duas regiões. O mesmo vale para diferenças no comprimento do cabelo do corpo visto em pessoas diferentes, especialmente quando se comparam homens e mulheres.

## Distribuição
Como grande parte dos pelos do corpo humano, a perna, o braço, o peito e o cabelo das costas começam como penugem. À medida que as pessoas envelhecem, os pelos nessas regiões começam a se tornar mais escuros e abundantes. Isso geralmente acontece durante ou depois da puberdade. Os homens costumam ter pelos mais abundantes e grossos nos braços e nas costas, enquanto as mulheres tendem a ter uma mudança menos drástica no crescimento dos pelos nessas áreas, mas sofrem uma mudança significativa na espessura dos pelos. No entanto, algumas mulheres vão ter cabelos mais escuros e longos em uma ou mais dessas regiões.

### Peito e abdome
O crescimento do pelo no peito e no abdome de ambos os sexos em todos os estágios de desenvolvimento, após a puberdade e se estendendo até a idade adulta, a maioria dos homens cresce quantidades crescentes de pelos terminais sobre as áreas do tórax e do abdômen. Mulheres adultas também costumam desenvolver pelos terminais ao redor da aréola, embora em muitas culturas esses pelos sejam tipicamente removidos.[carece de fontes?]

### Braços
Os pelos dos braços crescem nos antebraços de um ser humano, às vezes até na região do cotovelo. Os pelos terminais do braço estão concentrados na extremidade do pulso do antebraço, estendendo-se sobre a mão. O crescimento terminal de pelos em adolescentes do sexo masculino é frequentemente muito mais intenso do que nas mulheres, particularmente para indivíduos com cabelos escuros. Em algumas culturas, é comum que as mulheres removam os pelos do braço, embora essa prática seja menos frequente do que a da depilação das pernas.
O crescimento terminal dos pelos nos braços é uma característica sexual secundária nos meninos e aparece nos últimos estágios da puberdade. A penugem do braço é geralmente concentrada na extremidade do cotovelo do antebraço e geralmente termina na parte inferior do braço. Este tipo de crescimento de penugem de braço intenso ocorre às vezes em mulheres jovens e pessoas de ambos os sexos até a puberdade. Mesmo que isso faça com que os braços pareçam cabeludos, isso não é causado apenas pela testosterona. O cabelo é mais suave e diferente do cabelo dos homens, em textura.

### Pés
Os pelos visíveis que aparecem nas superfícies superiores dos pés e dedos do pé geralmente começa com o início da puberdade. O crescimento terminal dos pelos nos pés é tipicamente mais intenso em homens adultos e adolescentes do que em mulheres.

### Pernas
Os pelos da perna às vezes aparecem no início da idade adulta, com as pernas dos homens mais frequentemente mais cabeludas do que as das mulheres. Por uma variedade de razões, as pessoas podem depilar as pernas, incluindo práticas culturais ou necessidades individuais. Em todo o mundo, as mulheres geralmente raspam os pelos da perna com mais regularidade do que os homens, para se adequarem às normas sociais impostas de muitas culturas, muitas das quais percebem a pele lisa como um sinal de juventude, beleza e, em algumas culturas, higiene. No entanto, os atletas de ambos os sexos - nadadores, corredores, ciclistas e fisiculturistas em particular - podem depilar os cabelos androgênicos para reduzir o atrito, destacar o desenvolvimento muscular ou facilitar a entrada e saída de roupas impermeáveis.

### Púbico
Pelos pubianos é uma coleção de pelos grossos encontrados na região pubiana. Muitas vezes, também crescem nas coxas e no abdômen. O zoólogo Desmond Morris contesta as teorias que desenvolveu para sinalizar a maturidade sexual ou proteger a pele do atrito durante a cópula, e prefere a explicação de que o pelo pubiano atua como uma armadilha de cheiro. Além disso, ambos os sexos com pelos pubianos espessos atuam como uma espécie de almofada durante a relação sexual.
A área genital dos homens e das mulheres é primeiramente habitada por pelos mais curtos e mais claros que ficam próximos do invisível e só começam a se desenvolver em pelos pubianos mais escuros e espessos na puberdade. Neste momento, a glândula pituitária secreta hormônios gonadotróficos que desencadeiam a produção de testosterona nos testículos e ovários, promovendo o crescimento dos pelos púbicos. A idade média dos pelos pubianos começa a crescer em homens e as mulheres são 12 e 11, respectivamente. No entanto, em algumas mulheres, sabe-se que os pelos pubianos começam a crescer a partir dos 9 e 8 anos de idade.
Assim como pessoas individuais diferem na cor dos cabelos, elas também podem diferir na cor dos pelos púbicos. Diferenças na espessura, taxa de crescimento e comprimento também são evidentes.
A jurisprudência higiênica islâmica ensina que os pelos púbicos e das axilas devem ser arrancados ou raspados para serem considerados como Suna. Aparar é aceitável. Na cultura ocidental, a partir da década de 1980, tem havido uma tendência entre as mulheres para remover ou aparar pelos pubianos, parcial ou completamente; a tendência depois se espalhou para os homens também. Modas para homens e mulheres, tanto para moldar ou remover pelos pubianos subir e descer ao longo de grande parte da história, embora seja mais frequentemente considerada como uma prática para as mulheres sozinhas.

### Axilas
Os pelos das axilas normalmente começam a aparecer no início da puberdade, com o crescimento geralmente concluído até o final da adolescência.
Hoje, em grande parte do mundo, é comum que as mulheres raspem regularmente os pelos das axilas. A prevalência dessa prática varia muito, no entanto. A prática se tornou popular por razões cosméticas por volta de 1915 nos Estados Unidos e no Reino Unido, quando uma ou mais revistas mostravam uma mulher em um vestido com axilas raspadas. Como o cabelo das axilas das mulheres contrasta mais visivelmente com os outros pelos do corpo do que o de um homem, é um indicador significativo da maturidade sexual e, portanto, não é bem-vindo na sociedade convencional do mundo ocidental. Barbear regular tornou-se viável com a introdução do aparelho de barbear no início do século XX. Embora a depilação axilar tenha sido rapidamente adotada em alguns países de língua inglesa, especialmente nos EUA e no Canadá, ela não se disseminou na Europa até bem depois da Segunda Guerra Mundial. Desde então, a prática se espalhou pelo mundo. Alguns homens também escolhem raspar suas axilas, mas não existe uma pressão social para que o façam.

### Facial
Os pelos faciais, como o nome sugere, cresce primariamente no rosto ou ao redor do rosto. Tanto homens como mulheres experimentam o crescimento de pelos faciais. Como pelos pubianos, penugens faciais começam a crescer em torno da puberdade. Bigodes em homens jovens geralmente começam a crescer em torno da idade da puberdade, embora alguns homens não podem crescer um bigode até que eles atinjam o final da adolescência ou em tudo. Para alguns casos, o desenvolvimento de pelos faciais pode levar mais tempo para amadurecer do que no final da adolescência, mas muitos homens não experimentam nenhum desenvolvimento facial, mesmo em uma idade mais avançada. O desenvolvimento de pelos faciais tem sido frequentemente associado a níveis de estresse.
É comum que muitas mulheres desenvolvam alguns pelos faciais sob ou ao redor do queixo, ao longo dos lados do rosto (na área das costeletas) ou no lábio superior. Estes podem aparecer em qualquer idade após a puberdade, mas são frequentemente vistos em mulheres após a menopausa, devido à diminuição dos níveis de estrogênio. Um escurecimento dos pelos velos do lábio superior nas mulheres não é considerado um verdadeiro pelo facial, embora seja muitas vezes referido como um "bigode"; a aparência destas penugens escuras pode ser diminuída pelo branqueamento. Um número relativamente pequeno de mulheres é capaz de produzir pelos faciais suficientes para ter uma barba distinta. Em alguns casos, o crescimento da barba feminina é o resultado de um desequilíbrio hormonal (geralmente excesso de andrógeno), ou um distúrbio genético raro conhecido como hipertricose. Às vezes, é causada pelo uso de esteroides anabolizantes. A pressão cultural leva a maioria das mulheres a remover pelos faciais, já que isso pode ser visto como um estigma social.

## Desenvolvimento
Folículos pilosos são em graus variados sensíveis ao andrógeno, principalmente a testosterona e seus derivados, particularmente diidrotestosterona, com diferentes áreas do corpo com sensibilidade diferente. Conforme os níveis de andrógenos aumentam, a taxa de crescimento de pelos e o peso dos pelos aumentam. Os fatores genéticos determinam os níveis individuais de androgênio e a sensibilidade do folículo piloso ao andrógeno, bem como outras características como cor do cabelo, tipo de cabelo e retenção de cabelo.
O aumento dos níveis de andrógenos durante a puberdade faz com que os pelos vilosos se transformem em pelos terminais em muitas áreas do corpo. A sequência de aparecimento dos fios terminais reflete o nível de sensibilidade androgênica, com os pelos pubianos sendo os primeiros a aparecer devido à sensibilidade especial da área ao andrógeno. O aparecimento de pelos pubianos em ambos os sexos é geralmente visto como uma indicação do início da puberdade de uma pessoa. Existe uma diferenciação sexual na quantidade e distribuição de cabelos androgênicos, com os homens tendendo a ter mais pelos terminais em mais áreas. Isso inclui pelos faciais, pelos no peito, pelos abdominais, pelos nas pernas, pelos nos braços e pelos nos pés. As mulheres retêm mais penugens menos visíveis, embora os pelos das pernas, braços e pés possam ser perceptíveis nas mulheres. Não é incomum que as mulheres tenham alguns pelos terminais ao redor dos mamilos também. Nas últimas décadas de vida, começa uma notável redução nos pelos corporais, especialmente nas pernas. A razão para isto não é conhecida, mas pode ser devido à má circulação, menores quantidades de hormônios circulantes livres ou outras razões.

## Função
Os pelos androgênicos fornecem uma entrada sensorial tátil transferindo o movimento do cabelo e a vibração através do eixo para os nervos sensoriais dentro da pele. Os nervos foliculares detectam o deslocamento dos fios de cabelo e outras terminações nervosas na pele circundante, detectando vibrações e distorções da pele ao redor dos folículos. Cabelos androgênicos estendem o sentido do tato além da superfície da pele para o ar e o espaço ao seu redor, detectando movimentos de ar, assim como o deslocamento de pelos pelo contato com insetos ou objetos, além de proteger contra os raios solares. As sobrancelhas impedem suor ou sujeiras da testa de cair no olhos; os pelos do ouvido retém partículas de sujeira, bactérias e insetos e ajudam a lubrificar o canal auditivo; nas narinas, são um filtro natural que limpa impurezas e nos impedem de inalar sujeiras e bactérias; nas axilas, diminuem a fricção e retém o suor para evitar que escorra, como acontece nas costas; e os pelos pubianos regulam a temperatura e previnem o desenvolvimento de bactérias, isso reduz a possibilidade de contrair infecções e doenças.

## Evolução
Determinar a função evolutiva do cabelo androgênico deve levar em conta tanto a evolução humana quanto as propriedades térmicas do próprio cabelo.
As propriedades termodinâmicas do cabelo são baseadas nas propriedades dos filamentos de queratina e aminoácidos que se combinam em uma estrutura "enrolada". Essa estrutura empresta muitas das propriedades do cabelo, como a capacidade de alongar e retornar ao comprimento original. Esta estrutura enrolada não predispõe cabelos encaracolados ou crespos, ambos definidos por secções transversais dos folículos capilares ovais ou triangulares.

### Evolução de menos pelos no corpo
O pelo é um condutor térmico muito bom e ajuda a transferência de calor dentro e fora do corpo. Quando arrepios são observados, pequenos músculos se contraem para levantar os pelos tanto para fornecer isolamento, reduzindo o resfriamento por convecção de ar da pele, bem como em resposta ao estímulo nervoso central, semelhante à sensação de 'pelos de pé na parte de trás do seu pescoço '. Esse fenômeno também ocorre quando a carga estática é acumulada e armazenada no cabelo. A queratina, no entanto, pode ser facilmente danificada pelo calor excessivo e ressecamento, sugerindo que a exposição solar extrema, talvez devido à falta de roupas, resultaria na destruição perpétua do pelo, resultando no surgimento dos genes em favor da alta pigmentação da pele. Também é verdade que os parasitas podem viver nos pelos, assim, os povos que preservaram seus pelos do corpo teriam exigido uma maior higiene geral para prevenir doenças.
Markus J. Rantala, do Departamento de Ciências Biológicas e Ambientais da Universidade de Jyväskylä, na Finlândia, disse que os humanos evoluíram pela "seleção natural" para ser careca quando o comércio de "ter menos parasitas" se tornou mais importante do que ter um "aquecimento".
PE. Wheeler, do Departamento de Biologia da Universidade Politécnica de Liverpool, disse que mamíferos de savana quadrúpedes de volume semelhante aos humanos têm pelos no corpo para se manter aquecidos, enquanto os mamíferos quadrúpedes grandes não possuem pelos no corpo, porque o volume do corpo é suficiente para mantê-los aquecidos. Portanto, Wheeler disse que os seres humanos que deveriam ter pelos com base em previsões de volume corporal para os mamíferos não desenvolveram pelos após a evolução do bipedalismo, que reduziu a quantidade de área corporal exposta ao sol em 40%, reduzindo o efeito do aquecimento solar o corpo humano.
Os pelos corporais diminuídos começaram nos hominídeos há mais de 2 milhões de anos e ajudaram na caça de persistência (a capacidade de capturar presas em perseguições de longa distância) nas savanas quentes onde os hominídeos se desenvolveram pela primeira vez. As duas principais vantagens são a locomoção bipedal e a maior capacidade de dissipação de carga térmica devido a uma melhor transpiração e menos cabelo.

### Seleção sexual
O zoólogo Charles Goodhart, da Universidade de Cambridge, acreditava que os homens há muito tempo preferiam o "traço sem pelos" nas mulheres, desde que a existência do "traço sem pelos" ocorreu em nossos antepassados cabeludos há 70.000 a 120.000 anos, durante o último episódio do aquecimento global. Goodhart argumentou que os humanos são relativamente sem pelos hoje em comparação com os nossos ancestrais, porque as mulheres que foram sexualmente selecionadas por seu "traço sem pelos" transmitiram isso para seus filhotes machos e fêmeas.
Markus J. Rantala, do Departamento de Ciências Biológicas e Ambientais da Universidade de Jyväskylä, Finlândia, disse que a existência de pelos dependentes de andrógenos em homens pode ser explicada pela atração sexual, pela qual os pelos nos genitais poderiam prender feromônios e pelos no queixo que fazem o queixo parecer mais massivo.

## Através das populações
| Região                                | Porcentagem |
| ------------------------------------- | ----------- |
| Barba                                 | 100%        |
| Abdominal                             | 84%         |
| Peito                                 | 79%         |
| Antebraço e perna                     | 97%         |
| Braço e perna                         | 85%         |
| Glúteo                                | 37%         |
| Sacral                                | 43%         |
| Parte inferior das costas             | 28%         |
| Parte superior das costas             | 25%         |
| meio-falangeal (dedos das mãos e pés) | 67%         |

Em 1876, Oscar Peschel disse que mongóis do norte da Ásia, nativos americanos, malaios, hotentotes e bosquímanos têm pouco ou nenhum pelo no corpo. Peschel disse que os semitas e os indo-europeus têm muitos pelos no corpo, e que os europeus do sul têm muitos pelos no corpo, especialmente italianos, portugueses e espanhóis.
De acordo com Ashley Montagu, que ensinou antropologia na Universidade de Princeton, os povos asiáticos e negros, como o povo San, são menos peludos do que os brancos. Montagu disse que o recurso sem pelos é um traço neotênico.
Rodney P. R. Dawber, da Oxford Hair Foundation e Clinical Lecturer em Dermatologia, disse que os homens do leste asiático têm pouco ou nenhum pelo facial ou corporal e Dawber também disse que os homens do Mediterrâneo são cobertos com uma pelagem exuberante.
O antropólogo Arnold Henry Savage Landor descreveu os Ainu como tendo corpos peludos.
CH. Danforth e Mildred Trotter, do Departamento de Anatomia da Universidade de Washington, fizeram um estudo usando soldados do exército de origem européia, onde concluíram que homens brancos de cabelos escuros são geralmente mais peludos do que homens brancos de cabelos louros.
H. Harris, que publicou no British Journal of Dermatology, disse que os índios americanos têm menos pelos no corpo, chineses e negros têm pelos no corpo, pessoas brancas têm mais pelos do corpo do que negros e os Ainus têm mais pelos no corpo.
Milkica Nešić et al. do Departamento de Fisiologia da Universidade de Niš, Sérvia, citou estudos anteriores para indicar que a frequência de pelos na articulação do dedo médio (pelos médio-falângicos) em brancos é significativamente maior do que em populações negras.
Eike-Meinrad Winkler e Kerrin Christiansen do Institut für Humanbiologie, Hamburgo, Alemanha, fizeram um estudo usando pessoas Kavango e Kung pessoas de pelos corporais e níveis de hormônios para investigar a razão pela qual os negros africanos não tinham corpos tão peludos quanto os europeus. Winkler e Christiansen concluíram que a diferença de pilosidade entre africanos negros e europeus tinha a ver com diferenças na produção de androgênio ou estradiol, no metabolismo de andrógenos e na ação dos hormônios sexuais nas células-alvo.
Valerie Anne Randall, do Departamento de Ciências Biomédicas da Universidade de Bradford, disse que o crescimento da barba em homens caucasianos aumenta até meados dos anos trinta devido a um atraso causado por ciclos de crescimento que mudam de penugem para pelos terminais. Randall disse que homens e mulheres brancos são mais cabeludos do que homens e mulheres japoneses, mesmo com os mesmos níveis totais de androgênio no plasma. Randall diz que a razão para algumas pessoas serem cabeludas e algumas pessoas que não são peludas não é clara, mas que provavelmente está relacionada à sensibilidade diferente dos folículos pilosos à 5α-redutase.
Stewart W. Hindley e Albert Damon, do Departamento de Antropologia da Universidade de Stanford, estudaram a frequência dos pelos na articulação do dedo médio (cabelo médio-falângico) dos habitantes dos Salomão, como parte de uma série de estudos antropométricos dessas populações. Eles resumem outros estudos sobre a prevalência dessa característica como relatando, em geral, que os caucasianóides são mais propensos a ter pelos na articulação do dedo médio do que os negróides e mongolóides, e coletam as seguintes frequências da literatura publicada anteriormente: Andamanês 0%, Esquimó 1% Afro-americanos 16% ou 28%, Etíopes 25,6%, Mexicanos do Yucatán 20,9%, Penobscot e Shinnecock 22,7%, Gurkha 33,6%, japoneses 44,6%, vários hindus 40-50%, Egípcios 52,3%, povos do Oriente Próximo 62- 71%, vários europeus 60-80%. Embora eles nunca tenham feito um mapa de pelos androgênicos.
O antropólogo Joseph Deniker disse que os povos muito peludos são os Ainus, os iranianos, os aborígenes australianos (sendo menos aristocrático), Toda, dravidianos e melanésios, enquanto os mais glabrosos são os índios americanos, os san e os asiáticos orientais, que incluem os chineses, mongóis e malaios. Deniker disse que essas pessoas com pelo tendem a ter barbas, cílios e sobrancelhas mais grossas, mas menos pelos no couro cabeludo.

## Pelos androgênicos como biométricos
Descobriu-se que os indivíduos podem ser unicamente identificados pelos seus padrões de pelos androgênicos, mesmo quando o rosto e as tatuagens, etc., estão cobertos, as pessoas ainda podem ser identificadas pelos em outras partes do corpo.